# Robinsonia spitzi
Robinsonia spitzi är en fjärilsart som beskrevs av Rothschild 1933. Robinsonia spitzi ingår i släktet Robinsonia och familjen björnspinnare. Inga underarter finns listade.